# Hypalon
Pour les articles homonymes, voir CSM.

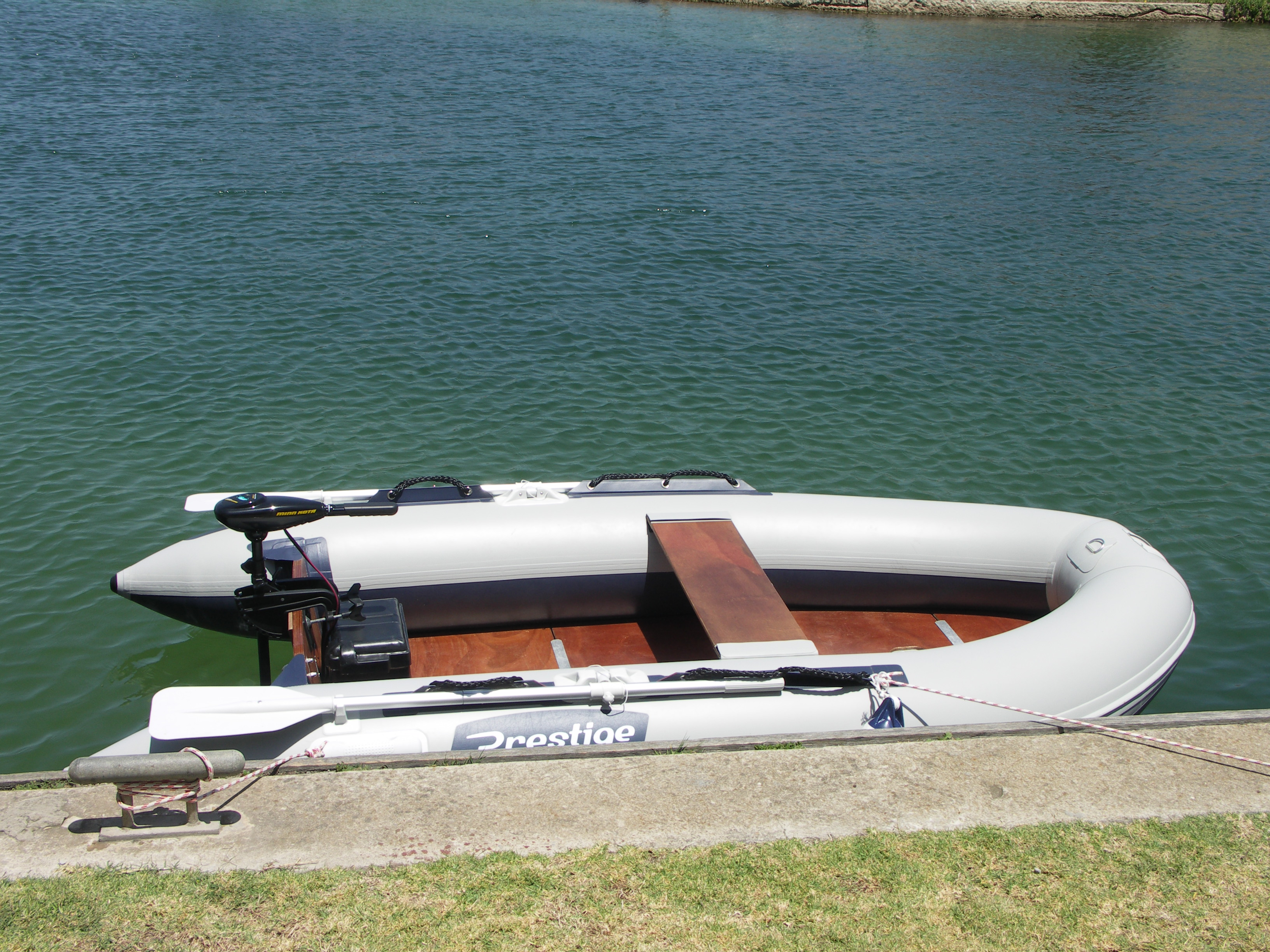
Utilisation dans un canot pneumatique (boudins).

Hypalon est la marque commerciale de DuPont pour le polyéthylène chlorosulfoné (CSM). Ce matériau synthétique présente des propriétés élastiques (élastomère). L’Hypalon est réputé pour sa résistance aux composés chimiques, aux températures extrêmes et aux ultraviolets.
Hypalon est devenu un nom commun pour toute sorte d’élastomères du même type.